# Mitjans de comunicació a Catalunya

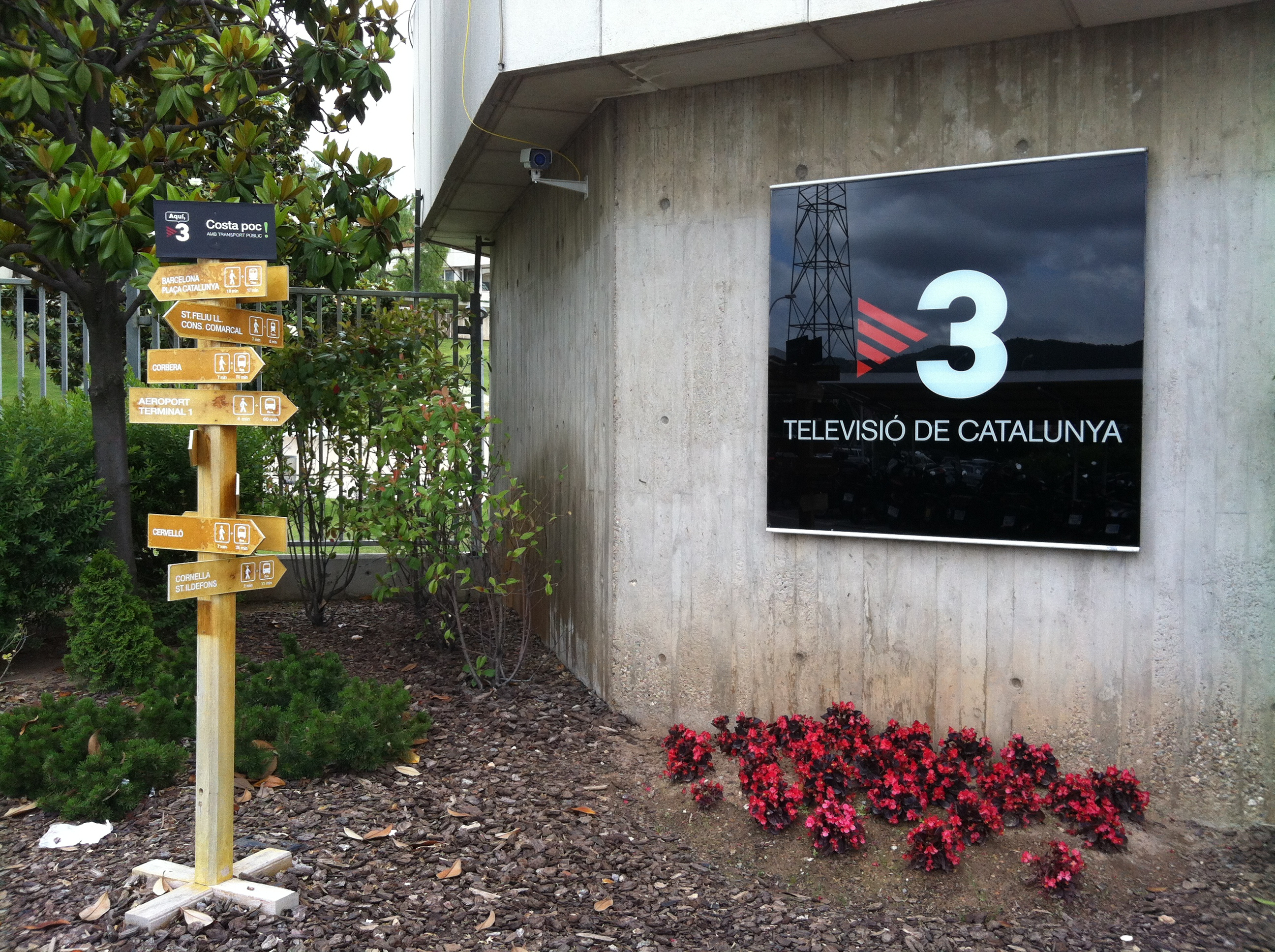
Entrada a TV3

Aquest article resull la història, desenvolupament i característiques dels mitjans de comunicació a Catalunya.

## Història

### Antecedents
Els antecedents de les cròniques periodístiques es remunten a l'època medieval. Al segle xiii, Ramon Muntaner, a la seva Crònica, explica coses que van succeir de veritat i que ell va veure i viure. Muntaner empra sovint el «jo hi era», que subratlla el seu paper de testimoni, i les dades que subministra ajuden a conèixer l'època de Jaume I. L'escriptor Joan Fuster va ser el principal intèrpret de l'obra d'aquest cronista medieval i el seu elogi és força eloqüent.

### Inicis
No obstant això, no és fins a l'aparició de la impremta que el periodisme i la crònica van arribar a desenvolupar-se plenament. Des del naixement de la primera gaseta (1641) fins als primers diaris digitals (1994), la premsa catalana creix i arriba a un gran nivell de creativitat i d'impacte.
Durant gairebé dos segles, del 1714 al 1984, van dominar el panorama periodístic, tret dels breus períodes puntuals, perennes prohibicions centralistes. Durant tot aquest temps, des del segle xviii i XIX fins a la primera meitat del XX, totes les publicacions estaven absolutament controlades. Tot i així, molts inventors van començar copiant per després crear. Seria el cas de la primera publicació periòdica catalana: Gazeta de Jaume Romeu, nascuda el 28 de maig de 1641 —el 1621 ja hi havia hagut un antecedent a Perpinyà. Gazeta era una bona imitació de la del francès Théophraste Renaudot del 1631. A Europa, les gasetes es publicaven des de principi del segle xvii (Anvers, 1605; Frankfurt, 1616). El 1661, vint anys després de l'aparició de la publicació catalana, va sorgir la primera gaseta a Madrid.
Amb l'arribada del segle xviii, Europa va viure un moment de gran preocupació científica. Un exemple d'aquesta curiositat general que generaria grans invents va ser el telègraf òptic. Des dels temps dels romans, la comunicació es feia amb miralls, fum, lletres amb fils penjats... Tots aquests recursos tenien limitacions: es necessitava un gran nombre de persones i enormes inversions i eren poc fiables. Salvà i Campillo, però, va dictar el 16 de desembre de 1795 una memòria sobre l'electricitat aplicada a la telegrafia a la Reial Acadèmia de Ciències i Arts de Barcelona. Aquest inventor català va proposar juxtaposar els fils metàl·lics a distància amb les ampolles de Leiden. Alessandro Volta i la seva famosa pila encara trigarien a arribar. Va ser un camí feixuc però, vençuts els obstacles, el periodisme es va poder beneficiar de la capacitat d'inventiva de tots aquests creadors.

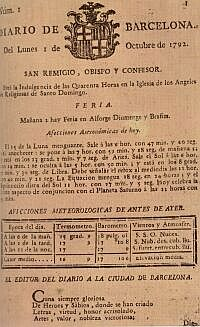
Portada del primer número del Diari de Barcelona

Amb la victòria borbònica, el 1714 es va imposar una censura fèrria i la premsa, sense llibertat, pràcticament va deixar d'existir. Per editar un diari calia un privilegi, com el que va obtenir el Diario de Barcelona el 1792. El diari barceloní va ser, durant moltes dècades, el més antic viu que es publicava a l'Europa continental. Al llarg de tot el segle xix tan sols hi va haver un curt període, dues dècades a tot estirar, en el qual els periodistes van poder exercir el seu ofici en llibertat.

### Seglexix
En un d'aquests breus períodes en el qual les autoritats van ser més flexibles i més tolerants, va néixer El Europeo (1823), que va tenir una vida molt curta: va morir a l'abril del 1824. La seva existència va ser possible gràcies a l'ocupació francesa de Barcelona que va acabar amb el Trienni Liberal. Amb el subtítol «Periódico de ciencias, arte y literatura», va ser la primera publicació romàntica en la qual alguns autors, com Bonaventura Carles Aribau i Ramon López i Soler, van obrir la porta a les inquietuds literàries i artístiques que inundaven Europa.
Juntament amb aquestes publicacions culturals, n'hi havia d'altres com les revistes femenines, que des de final del segle xviii parlaven de modes, pensament, moralitats... A Catalunya hi havia títols que explicitaven el caràcter social de la missió de la premsa: La Ilustración de la Mujer (1872 – 1884), La higiene para todos (1883 – 1914) o La educación de la mujer (1877).

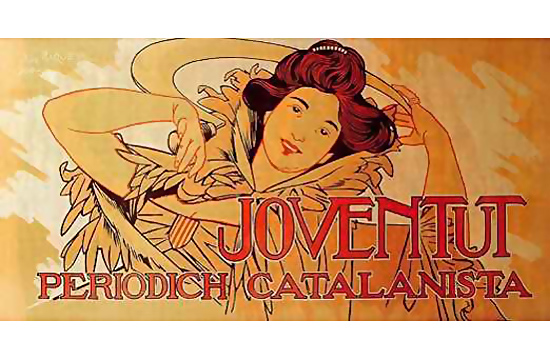
Cartell de Joventut

Algunes publicacions exteriors van ajudar a donar una embranzida a la producció interior; per exemple, La Llumanera de Nova York (1874 – 1881). Catalunya establia així i en català, amb una publicació avançada i d'impacte, un lligam amb Nova York. La premsa modernista també va tenir títols de gran qualitat, com L'Avens (2a època, 1889 – 1893) o Joventut (1900 – 1906), una publicació que afirmava: «Quan més català més europeu i com més barceloní més universal»; i Quatre Gats (1899) amb Pere Romeu, Ramon Casas i Miquel Utrillo. Aquestes publicacions van donar prestigi a la història nacional del periodisme. El periodisme català no tan sols va innovar en l'àmbit cultural i informatiu, sinó que també ho va fer amb l'oci i l'entreteniment. Sport Español (1885) va ser la primera revista estatal dedicada a l'esport. Los Deportes es va publicar el 1897. Sport (1908) va ser una prolongació del setmanari homònim. Se'n conserva un sol número (12 d'abril 1913). A 200 anys de premsa diària s'afirma que és el primer de Catalunya i segurament d'Espanya. Mundo Deportivo és una altra publicació esportiva viva que neix com a setmanari el 1906, que passa a ser diari el 1929, i La Jornada Deportiva va sorgir el 1921.
El dinamisme industrial del XIX va comportar una embranzida del periodisme patronal d'associacions. Un exemple és El Trabajo Nacional (1892), del Foment del Treball Nacional. Al mateix temps va néixer una premsa obrera que, entre altres coses, defensava l'associacionisme i la jornada de vuit hores o, simplement, era una eina de lligam dels treballadors.
Malgrat la repressió del moviment obrer, a mitjan segle xix van emergir noves publicacions: a Catalunya sorgia El Obrero (1864) d'Antoni Gusart, mentre a Madrid un altre català, Ramon Simó i Badia, publicava El Eco de la Clase Obrera (1855). A principi del XX va néixer una revista cosmopolita, elegant, culta i amb una extraordinària qualitat formal: D'Ací i d'Allà (1918 – 1936). No va ser simplement una revista il·lustrada més, sinó el magazín de qualitat per excel·lència. Aquesta publicació es va convertir en el model que va il·lustrar una classe social amb el mateix to que ho feia L'Illustration de París. S'adreçava a una burgesia molt satisfeta d'ella mateixa i amb inquietuds per l'art, la literatura, la natura, la decoració o les arts aplicades.

### Segle XX

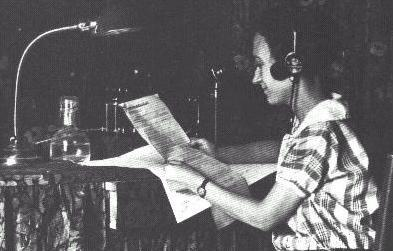
Maria Sabaté, primera locutora de Ràdio Barcelona.

El 1983 es va crear TV3, el primer canal de televisió que va emetre íntegrament en català i el primer mitjà de comunicació de masses en aquesta llengua.

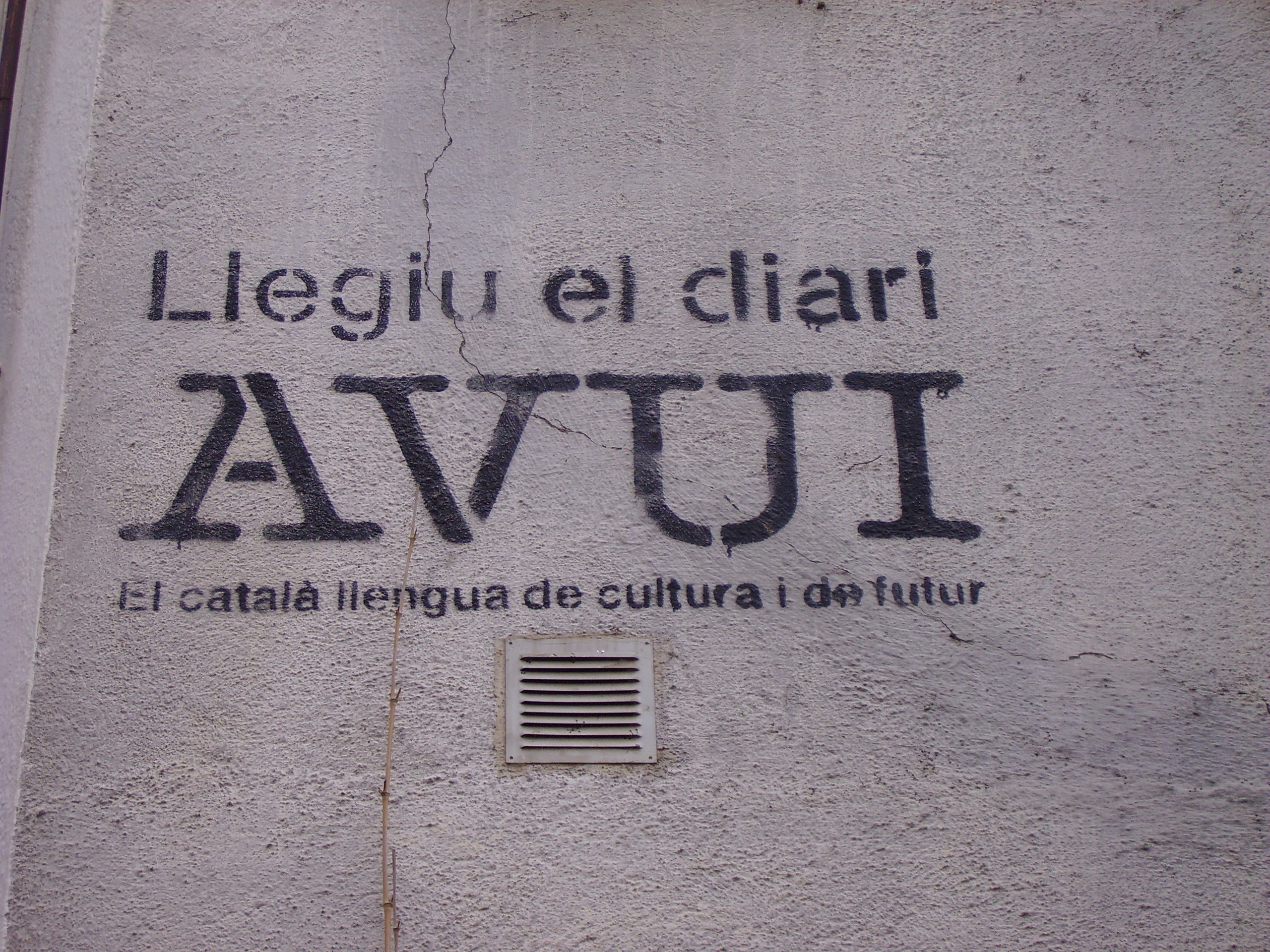
Propaganda "Llegiu el Diari Avui" en una paret.

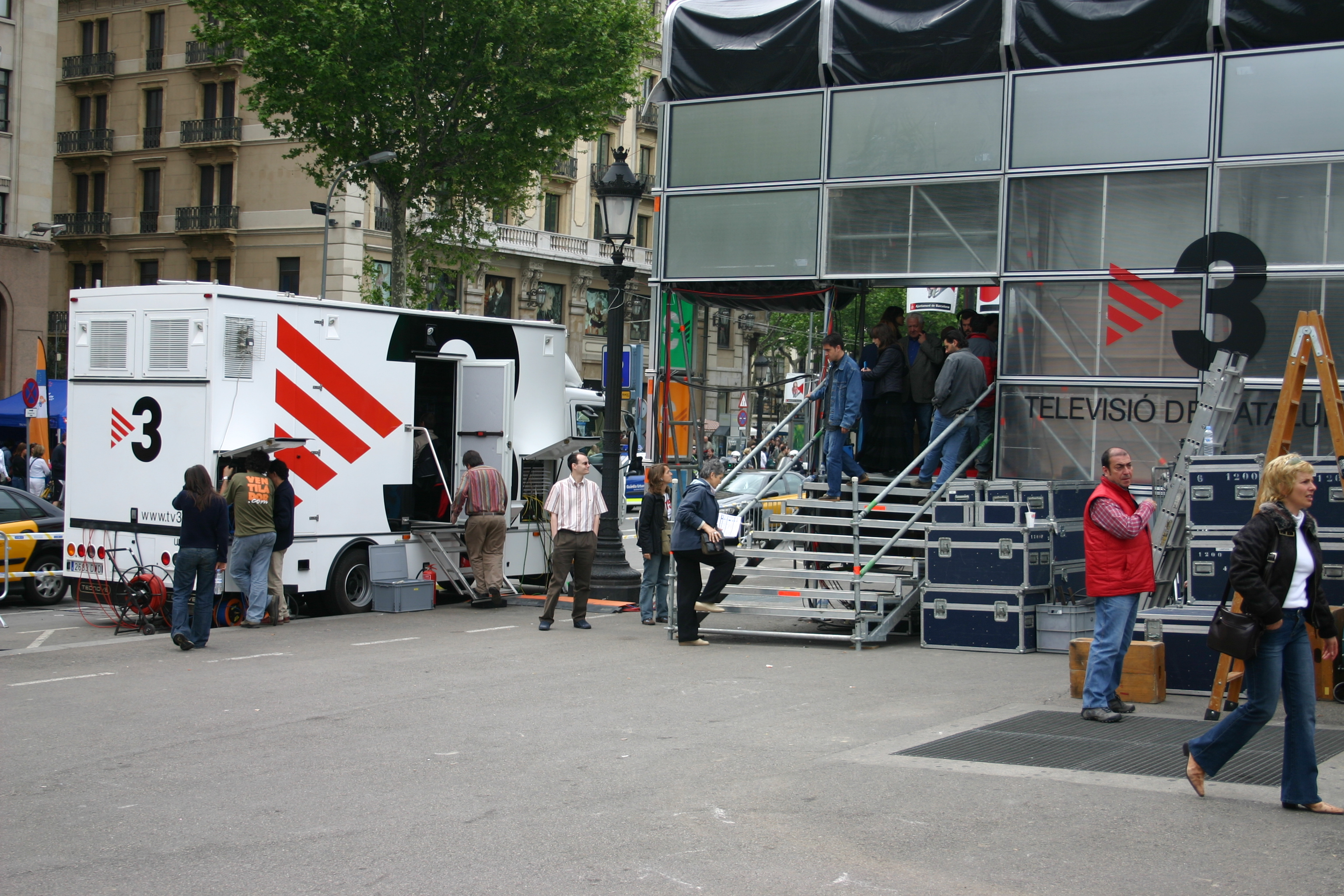
Unitat mòbil de TV3 durant la Diada de Sant Jordi de 2006.

Ràdio Barcelona EAJ-1 va tenir un paper destacat en el naixement de la ràdio catalana, ja que va ser la primera emissora regular en funcionament a l'estat espanyol al novembre del 1924 —tot i que les proves van arrencar al setembre del 1923. Va ser un equip de tècnics francesos de la revista Je sais tout qui va fer possible establir enllaços entre el Teatre Grec de Montjuïc i el Palau de la Música Catalana. L'emissora francesa Radiola emetia en proves des de París des del novembre del 1922. Als Estats Units hi havia emissions radiofòniques des del 1920. Igualment catalana va ser la primera revista de ràdio de l'estat, Radiosola que va veure la llum al setembre del 1923. No obstant això, la gran revista, pel que fa a la difusió, va ser Ràdio Lot (1925). L'aventura catalana va ser tan suggerent que la productora francesa Gaumont va produir, el 1926, un documental informatiu sobre la ràdio catalana.
Amb la guerra civil espanyola es van decomissar molts diaris, un fenomen únic a Europa. Tot i el control obrer, però, els periòdics apareixien amb regularitat. Amb l'estabilitat i l'expansió econòmica dels seixanta, també a Barcelona van tenir lloc les primeres proves, privades, de televisió. A la dècada anterior s'havia construït el primer aparell de televisió.
Al juny del 1948, la casa Philips va instal·lar uns estudis i unes sales de projeccions a la Fira Internacional de Mostres de Barcelona. Durant quasi una setmana el muntatge de l'empresa holandesa va ser l'atracció central. Per l'estudi van desfilar cantants, es van fer entrevistes i, fins i tot, hi va haver una actuació de l'Escolania de Montserrat. A l'agost, Radio Corporation of America (RCA) va voler filmar una corrida de toros a Madrid que es va passar a Bellas Artes. La projecció va durar poc, perquè va fallar voltatge elèctric i es va haver de suspendre la retransmissió. Finalment, el poder polític dictatorial va decidir que la seu de la televisió havia de ser la capital de l'estat i que aquesta n'havia de tenir el monopoli.
No obstant això, a Catalunya es van fer emissions fora del control de la Televisió Espanyola. El dinamisme social, l'ànsia de llibertat i l'afany d'experimentació van provocar el naixement de televisions lliures, municipals o d'Internet. A Barcelona, la televisió catalana, TV3, va haver de lluitar des del seu naixement amb l'hostilitat centralista per gairebé tot, per entrar a la Unió Europea de Radiodifusió (UER) o per adquirir maquinària. Els més centralistes volien que fos antropològica (residual i folklòrica), però el cert és que es va aconseguir una televisió moderna, capaç de tractar-se de tu a tu amb l'estatal. Va començar a emetre en proves el 10 de setembre de 1983 i de forma regular el 16 de gener de 1984. Va crear nous canals, nous formats i es va consolidar com una eina fonamental en la projecció de la identitat catalana tot i les limitacions polítiques.
La premsa local i comarcal també s'ha desenvolupat amb èxit des de la Transició fins a l'actualitat. També han nascut publicacions erudites per a una minoria i gratuïtes per a una majoria. La primera publicació gratuïta va ser Claxon (Tarragona, 1969). Una altra publicació amb una expansió fulgurant, que s'ha convertit en la revista local més llegida amb un tiratge molt alt, gairebé similar al nombre de les famílies, és Tot Sant Cugat (1985): 20.000 exemplars per a 80.000 habitants. A les II Jornades Internacionals de Premsa Gratuïta, de 2006, organitzades per l'Associació Catalana de la Premsa Gratuïta i Mitjans Digitals, es va exposar que les 85 capçaleres locals en distribuïen gairebé tres milions d'exemplars. L'expert holandès Piet Bakker va afirmar que aquesta premsa informativa comarcal converteix «Catalunya en un cas únic a Europa».
Cavall Fort (1961) i Oriflama (1961 – 1977), una revista per a joves, que també va néixer sota l'empara eclesiàstica davant la censura franquista, són models allunyats del consumisme i de les capçaleres que funcionen com a activitat comercial.
El 1976, amb la mort de Francisco Franco, van aparèixer iniciatives comunicatives de premsa marginal, humorística i política. Van tenir una notable importància les accions creatives en l'àmbit radiofònic —ràdios lliures i ràdios municipals— i en el televisiu, amb canals locals, municipals i televisions comunitàries. Per exemple, Ona Lliure (1978), a Barcelona, va ser la primera que es va afegir al moviment de ràdios lliures contemporani desenvolupat a la resta d'Europa. Ràdio Arenys (1979) va ser la primera emissora municipal de Catalunya i d'Espanya. Televisió de Cardedeu (1981) va ser la primera emissora de televisió comunitària.
Un setmanari d'impacte va ser Interviú, origen del Grup Zeta, propietari d'El Periódico de Catalunya. Aquesta revista va reeixir amb l'erotisme. No obstant això, no va ser una publicació important pel destape, sinó perquè va revolucionar el periodisme estatal amb una fórmula en la qual barrejava l'interès humà, l'escàndol social o polític, la primícia i un tractament molt dinàmic, que va sacsejar les rutines de treball habituals.
L'Avui va ser el primer diari en català des del 1939 al Principat i juntament amb El Periódico de Catalunya, que actualment és un diari en color i en doble edició catalana i castellana, va assumir l'edició digital el 1994. Barcelona va ser, durant uns mesos, la capital del món en nombre de diaris amb edició digital. L'iniciador va ser el setmanari valencià El Temps, que tenia el suport de la Universitat Politècnica de Catalunya. El 1995 VilaWeb va crear un portal amb notícies i enllaços i va esdevenir un mitjà crucial en el camí per a la normalitat que va cristal·litzar amb el sufix .cat. Dos anys després, el 1997, Lavínia va endegar ATV Mediapolis, una experiència pionera d'Internet Protocol Television (IPTV) a Europa.

### Segle XXI: Digitalització

Logotip dels 20 anys de TV3.

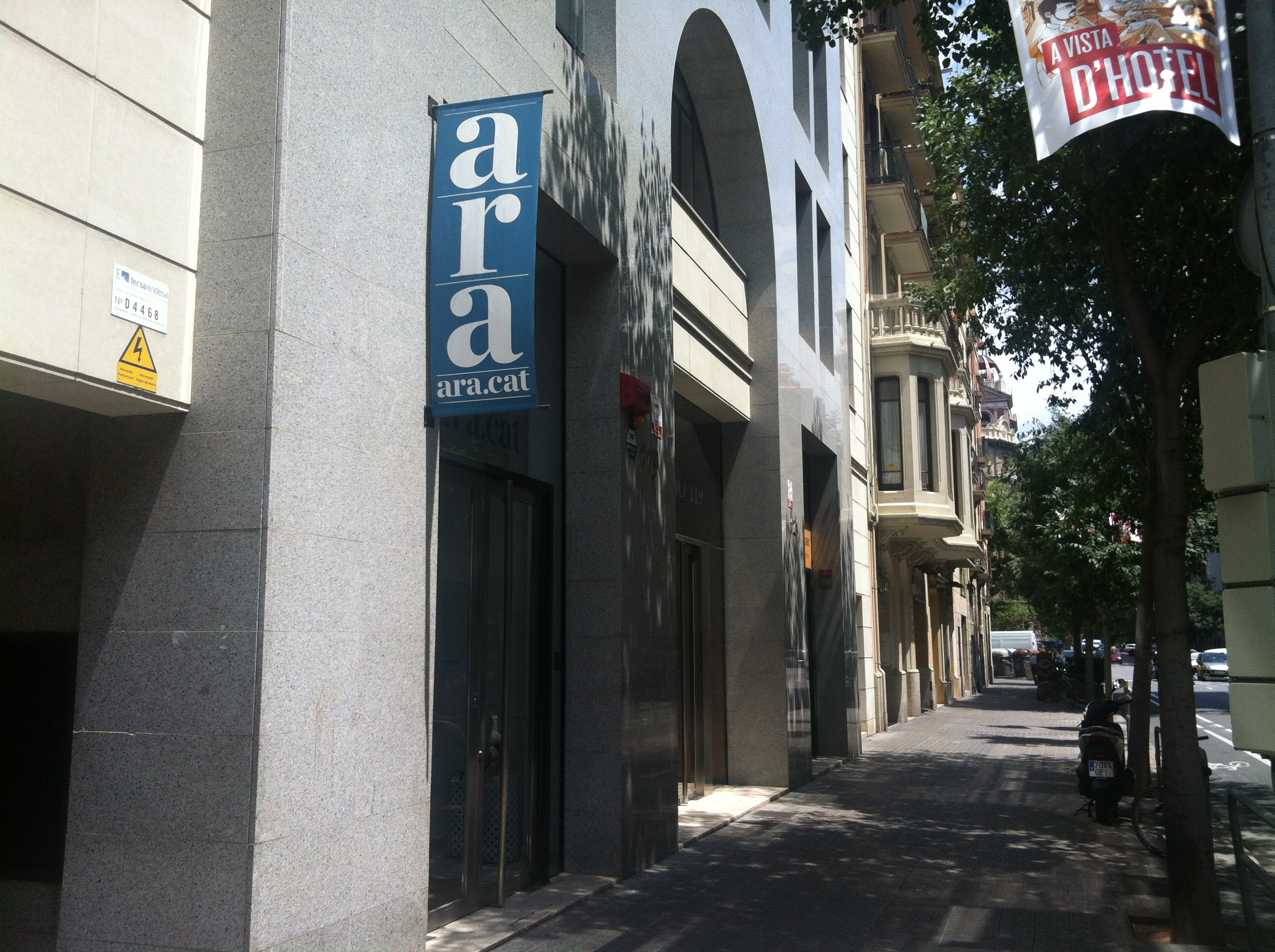
Entrada de les oficines del diari ARA.

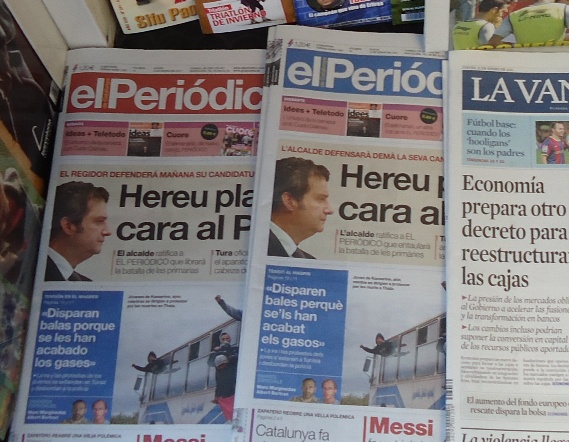
Edicions del diari El Periódico de Catalunya en castellà (capçalera vermella) i en català (capçalera blava).

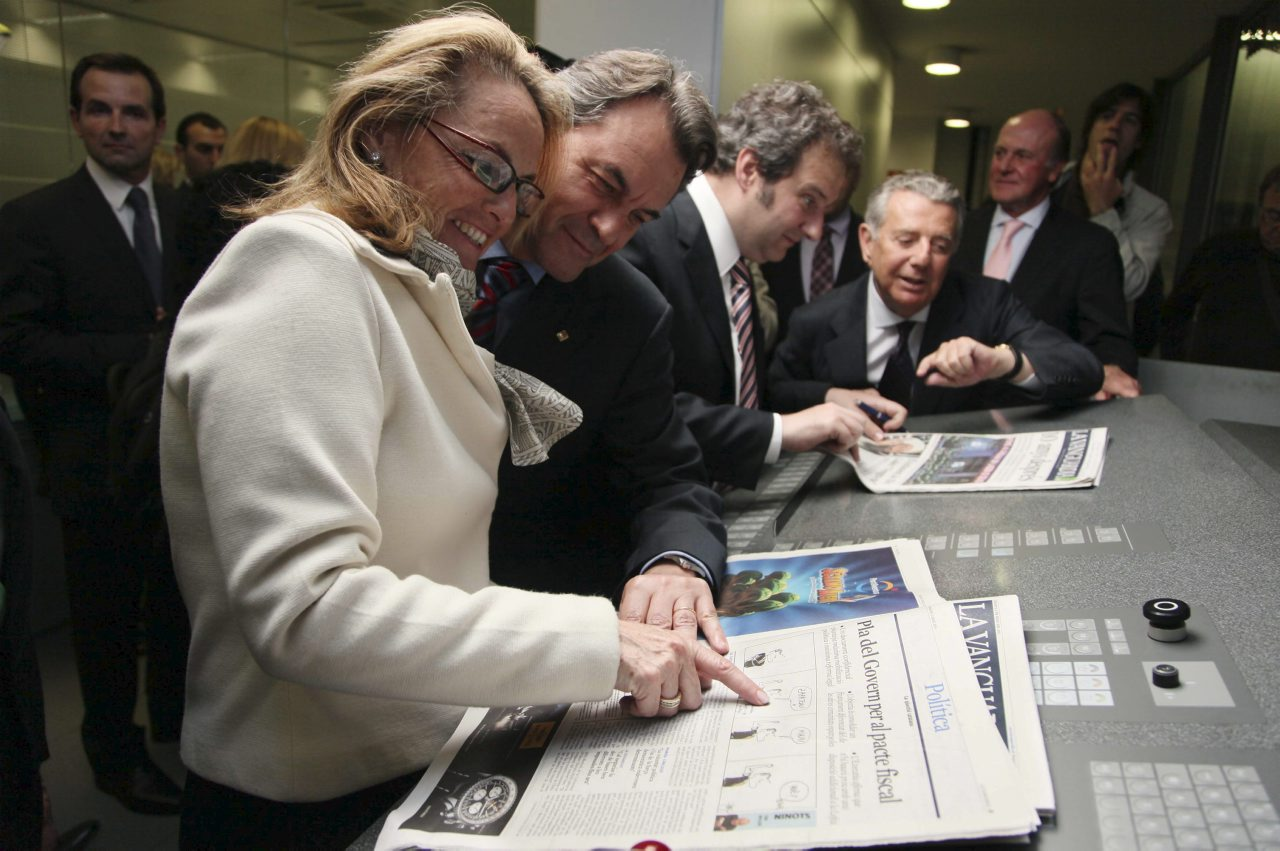
Artur Mas consultant el primer número de La Vanguardia en català.

L'era digital ha comportat una transformació total de la cadena comunicativa. No és només que les noves eines permetin als periodistes treballar amb una major eficàcia i rapidesa: és el mateix contracte entre mitjà i públic el que ha canviat, ja que l'usuari també ha vist com es multiplicaven les vies d'accés a la informació i la possibilitat de personalitzar els consums de continguts. Amb tot, els efectes de la digitalització són molt diferents segons si es parla de premsa, ràdio o televisió, per la qual cosa val la pena analitzar-los separadament, començant pels mitjans escrits.
L'era digital ha situat la premsa davant l'abisme: desapareixeran els diaris impresos, perquè el procés de producció és massa lent i costós? En una era de màxima explosió informativa i consums immediats, es posa en dubte la continuïtat del diari en format físic. Després d'haver sobreviscut a la ràdio, a la televisió i al cinema, nombrosos experts li canten les absoltes, mentre que els més optimistes assenyalen que el seu destí és convertir-se en un producte d'elit, amb tendència a encarir-se de preu, reduir el nombre de pàgines i/o el dia d'aparició.
Mentrestant, les edicions digitals que els editors de premsa van posar en marxa s'han consolidat com els grans referents a Internet: dels 20 webs informatius més visitats al món, el grup més nombrós és el de capçaleres que tenen l'origen en paper, seguits a distància pels afegidors de notícies, les televisions i els mitjans exclusivament digitals. El problema és que la majoria d'aquestes edicions en línia paguen només una part petita de l'estructura general de les grans empreses. Els lectors han començat a desplaçar-se, però els diners encara es troben ancorats en el paper, de manera que per cada euro de publicitat que s'insereix en una versió digital de mitjana, el seu corresponent tradicional n'ingressa nou.
Però, de cara a l'usuari, el canvi ja és una realitat. L'entrada de les tecnologies digitals li permet consumir molta més informació (pot llegir tantes capçaleres com vulgui sense sobrecost) i també personalitzar interessos (cada vegada hi ha més mitjans que parcel·len l'oferta i presenten els continguts adaptant-los als registres històrics que conserven de cada usuari en línia).
La participació també ha canviat. Del model anterior, en què la presència del lector es limitava a la pàgina de cartes i poca cosa més, ara el seu rol pot ser molt més actiu. Les notícies admeten comentaris i els diaris abonen aquesta funció, ja que els genera pàgines vistes, una de les mesures d'audiència d'un mitjà. Els lectors participen també d'enquestes, trobades digitals amb personatges cèlebres, fòrums de discussió... Fins i tot hi ha qui exerceix de corresponsal altruista, com en el cas del diari ‘La Vanguardia' i els seus ‘lectores corresponsales'. Es parla de periodisme 3.0 o periodisme ciutadà, perquè sovint ja no és el professional el primer a arribar al lloc dels fets, sinó un ciutadà particular que pot captar la instantània, per exemple, amb la càmera del mòbil.
Mentrestant, la ràdio ha acusat amb menys virulència la sotragada que ha significat la ràpida adopció de les eines (i els costums) digitals. De fet, el sistema DAB (Digital Audio Broadcasting) fa anys que està encallat, excepte al Regne Unit. Tot i que hi ha nous desenvolupaments com el DAB+, els operadors no tenen clara la migració. La tònica general assenyala que es tracta d'una tecnologia que no aporta avantatges significatius, mentre que encara aixeca dubtes com ara els problemes freqüents de recepció a l'interior d'edificis. D'altra banda, que es tracti d'una tecnologia de substitució, que fa necessària la compra d'un nou aparell, constitueix un element dissuasiu per a la majoraria d'oients.
Mentre que la digitalització total de la ràdio és una incògnita, Internet s'ha coronat com a següent estadi de l'evolució del mitjà. La possibilitat d'escoltar la ràdio de manera asincrònica (a través dels arxius penjats a la xarxa que poden ser consumits quan l'oient ho desitja) dona més vida a uns espais que caducaven anteriorment en temps present. Així mateix, escoltar les emissions en directe o els ‘podcast' han començat a popularitzar-se.
La ràdio temàtica ha trobat a Internet una via per a l'expansió. La possibilitat de desenvolupar canals temàtics resulta temptadora i assequible. A Catalunya, per exemple, iCat FM ha desdoblat la programació musical en cinc canals: icatjazz, musicatles (música del món), totcat (en català), mediterràdio i xahrazad (veus femenines) que se sumen a l'oferta generalista, l'única que emet per ones hertzianes.
Finalment, pel que fa a la televisió, i al contrari del que ha passat amb la ràdio, la migració digital ha rebut un impuls inapel·lable: un mandat de la Unió Europea perquè la TDT sigui la tecnologia comuna que faciliti l'accés dels ciutadans a la televisió gratuïta. En paral·lel, la televisió a través d'Internet (IPTV) també s'ha posicionat com a tecnologia de futur.
Perquè, de fet, el que està a judici és la vigència del mateix model televisiu tal com se l'ha conegut el darrer mig segle. La necessitat d'adaptar els horaris personals als que decideixen els programadors de les diferents cadenes ja no té gaire sentit, en el moment en què l'usuari pot descarregar un programa i veure'l a l'hora que li plagui. Els avantatges de consumir televisió amb aquesta modalitat són evidents i la prova és que els joves ja consumeixen més continguts audiovisuals a través del monitor de l'ordinador personal, alhora que han anat abandonant la televisió convencional que els lliga a una hora i a un lloc.
El servei ‘3 a la Carta', de TV3, n'és l'exemple més reeixit. Però queda per resoldre què passarà amb la tradicional funció social de la televisió, com a gran aglutinadora d'audiències. Part de l'èxit de molts espais es deu a la possibilitat de comentar-los en grup, sigui amb la família, sigui amb els amics o companys de feina. Una televisió altíssimament individualitzada trenca aquest model (i per tant caldrà reformular de manera radical també quines són les vies de finançament).
La TDT aprofita la major compressió del senyal per alliberar espai radioelèctric que es pot dedicar a nous serveis de valor afegit. És per això que hi ha al mercat un ventall de perifèrics que incorporen un disc dur que permet l'enregistrament remot de programes, per tal de poder veure'ls amb posterioritat. Així mateix, els models evolucionats també permeten un cert grau d'interactivitat i, fins i tot, la possibilitat d'efectuar compres amb targeta de crèdit. Això obre un camp per als anunciants, que poden oferir promocions concretes per a les quals caldrà resposta immediata.
L'altre avantatge de la TDT és la qualitat d'imatge, clarament superior a la de la televisió analògica. A més, l'alliberament d'espai radioelèctric –el senyal viatja més comprimit– permet que alguns canals emetin en alta definició.
I mentre el televisor i l'ordinador lliuren l'anomenada ‘batalla de les pantalles', discretament el mòbil conquereix protagonisme com a distribuïdor de continguts audiovisuals i d'espais televisius en directe. La limitació en la mida de la pantalla implica un tipus de consum diferent, però la tendència i l'evolució d'aquests ginys passarà per una interfície més versàtil que faciliti un major consum de continguts audiovisuals.
La digitalització permet nous consums comunicatius, periodístics i de continguts que obliga a reformular el paradigma existent. L'audiència es fragmenta fins a l'àtom que suposa cada individu i en paral·lel el tempo informatiu s'accelera. És en aquest context, on el dispositius mòbils –en les múltiples modalitats i mides– assoleixen un paper destacat com a perifèrics, ja que poden subministrar la informació en qualsevol lloc i de manera immediata als ciutadans. Aquestes possibilitats de noves pràctiques comunicatives, així com la fragmentació dels continguts, poden afectar de forma significativa la producció audiovisual i la pràctica periodística en el pròxims anys.

#### Iniciatives ciutadanes
La revolució digital ha reformulat el model tradicional d'emissor i receptor. La ciutadania, quan s'organitza, pot generar espais de comunicació paral·lels, que la representin millor. Els diversos col·lectius de la societat civil compten ara amb plataformes pròpies per explicar-se i informar-se.
Feministes, moviments socials, Tercer Sector, associacionisme veïnal, blocosfera, grups altermundistes... Des de l'inici de la dècada dels anys noranta, la societat civil catalana, activa i organitzada, ha interioritzat la necessitat de comptar amb noves vies de comunicació pròpies per vehicular missatges i aglutinar l'actualitat que li interessa. Si durant la Transició democràtica aquest rol el van jugar els pamflets, diaris clandestins, ‘fanzines' i revistes veïnals, al principi del nou segle l'escenari prioritari és Internet.
La xarxa permet trencar les limitacions de temps i espai i el paradigma d'emissor i receptor que havia regit fins ara la comunicació social i els mitjans. I, el més important, Internet abarateix enormement els costos. Avui dia ja és possible crear un espai d'informació a mida i a cost zero real, sense intermediaris i sense gairebé exigències legals. Per això ha esdevingut un terreny fèrtil per a les iniciatives ciutadanes amb voluntat d'incidència i de divulgació. El que marca la diferència entre aquests espais són, sobretot, la qualitat dels continguts i el posicionament als cercadors. També influeixen en la repercussió, tot i que en menor mesura, el ritme d'actualització i les possibilitats d'interacció.
Un bon exemple de migració progressiva del paper a la pantalla és ‘La Veu del Carrer', la veterana revista de la Federació d'Associacions de Veïns de Barcelona (FAVB). Té una periodicitat bimestral i s'edita des del 1991, amb la filosofia d'explicar què passa als diversos barris de Barcelona a través de la mirada i la ploma dels mateixos veïns. Des de l'abril del 2007, coincidint amb la publicació del número 100, ‘La veu del carrer' també pot ser llegida en PDF des del web de la federació.
Altres publicacions de caràcter veïnal, dins mateix de Barcelona, han adoptat estratègies semblants. L'Associació de Veïns de Sant Andreu de Palomar edita des de 1980 el ‘Sant Andreu de Cap a Peus', la revista degana de la ciutat en publicació ininterrompuda. Des de l'abril del 2008 penja mes rere mes al seu web el PDF del nou número, sincronitzadament amb la distribució del format paper. Una altra revista veïnal coneguda i reconeguda de la capital catalana és la de l'Ateneu Popular de Nou Barris. El butlletí mensual d'aquest espai de creació cultural i circ també té versió en línia, des del 2005 i en format PDF.
L'AV de Badia del Vallès, en canvi, ha digitalitzat completament la seva revista ‘La unió fa la força'. Tot i que cal una tecnologia més sofisticada, permet més interacció que un simple PDF. L'exemple ideal és la revista ‘El Baluard', que edita l'associació de veïns de Sarral (Conca de Barberà) i que ja ha nascut directament en versió digital. Una estratègia ben diferent és la de la Federació d'Associacions de Veïns de Mataró, que prefereix el format radiofònic. ‘La veu dels barris' és el títol del programa que la federació produeix i emet per Mataró Ràdio cada dimecres, de vuit a nou del vespre. La digitalització d'alguns dels programes emesos ha permès que puguin ser escoltats ja des de la xarxa i a qualsevol hora.
El col·lectiu feminista ha descobert de seguida que organitzar-se, al segle xxi, significa fer xarxa. Per tenir influència és fonamental mantenir informades i cohesionades totes les persones que participen d'una lluita o mobilització col·lectiva. Durant els noranta havien fet aigua la majoria d'intents de crear seccions segregades dins dels mitjans de comunicació generalista. Calia canviar de model i la solució triada ha estat la fundació d'espais comunicatius paral·lels, pensats per a un ‘target' d'audiència més específic i difusors d'informació més compromesa. Les formes adoptades han estat sobretot revistes impreses i diaris digitals, però també hi ha agències de notícies, espais radiofònics, blocs i aplicacions informàtiques que s'han fet un lloc entre el públic feminista.
En són exemples, la revista ‘Dones' i la recent versió digital que edita l'Associació de Dones Periodistes de Catalunya (ADPC), l'agència AmecoPress, el Canal Dona de LaMalla.cat i el primer diari digital estatal sobre dones –elaborat a Catalunya–, ‘Mujeres en Red'. Al dial podem trobar el programa ‘En femení plural', de Ràdio Sant Boi, i la pionera Ràdio Paca, la primera emissora de dones per Internet a Catalunya. El Cercador de Dones Expertes potser és la iniciativa més diferenciada, perquè és una eina feta per dones periodistes i destinada als mateixos mitjans de comunicació. Cansades de la minsa presència de dones a les tertúlies, tribunes d'opinió i anàlisis tècniques dels canals generalistes, l'ADPC va confeccionar una base de dades pública amb els currículums i dades de contacte de més de set-centes dones que destaquen en la ciència, la recerca acadèmica, l'àmbit empresarial o la creació cultural, per exemple.
L'anomenat Tercer Sector aglutina totes aquelles entitats (associacions, fundacions, cooperatives, mutualitats...) que treballen per al progrés de la societat però no pertanyen ni a l'administració pública ni al mercat privat. Aquesta mescladissa d'entitats necessita comunicar la seva tasca i reivindicacions a la societat i, per raons de logística o temàtica, rep poca atenció per part dels mitjans tradicionals. Alhora, els continguts dels ‘mass media' no satisfan la necessitat d'informació dels seus integrants, interessats en continguts més de reflexió, experimentals o d'actors i escenaris alternatius.
Així han sorgit en l'última dècada diversos mitjans de comunicació dirigits per les mateixes entitats, destinats al públic simpatitzant i amb continguts específics del seu camp d'actuació. És el cas de la revista ‘Illacrua' i el setmanari ‘Directa' (recentment fusionats), el portal multimèdia de recursos associatius Xarxanet, el taulell d'anuncis juvenil Xarxajove, la llista de distribució i web col·laborativa Moviments.cat o les plataformes Canal Solidari, Pangea.org i Indymedia, que difonen continguts contrainformatius i ofereixen la possibilitat de publicar les notícies a tots els usuaris registrats. Un cas especial és Ekoos.org, una iniciativa de la prolífica Fundació Chandra, que posa en contacte periodistes registrats i fonts d'informació alternatives, generalment alts càrrecs d'entitats dedicades a la cooperació per al desenvolupament, l'altermundisme i l'acció social a Catalunya i a l'estat espanyol.
Dins el Tercer Sector, el moviment català LGBT (dels mots ‘lesbià, gai, bisexual i transsexual') ha impulsat nombroses revistes i programes de ràdio centrats només en l'actualitat i el públic no heterosexual. Entre molts altres exemples, hi ha les revistes ‘Nois' i ‘InfoGai', la gironina ‘Matisos', el web del Casal Lambda i els programes ‘Dinamita per l'armari' (Ràdio Bronka), ‘Fes-t'ho com vulguis' (M80 Radio) i ‘Obre't d'Orelles' (Ràdio Contrabanda).
Sovint el compromís dels col·lectius altermundistes amb temàtiques minoritàries permet obrir finestres informatives paral·leles per al públic general. Ara ja és possible estar actualitzat diàriament de tot el que passa a l'altre extrem del planeta, del que opinen internautes anònims al seu bloc personal o de les activitats anticapitalistes que s'organitzaran el proper cap de setmana a la comarca.
Les pioneres a obrir escletxes al discurs dels mitjans de masses van ser les ràdios lliures o associatives. Es tracta d'emissores alegals, que oficialment no tenen assignada cap freqüència del dial però que emeten a través d'antenes d'abast local i, cada cop més, a través d'Internet. Les dues més conegudes són Ràdio Bronka i Ràdio Contrabanda, de marcat tarannà altermundista i anticapitalista. El continu desenvolupament de les noves tecnologies ha potenciat la creació de moltes altres emissores, no necessàriament vinculades a cap lluita politicosocial, sinó sovint a l'avantguarda cultural. Les ràdios digitals, que només emeten per Internet, són nascudes a la Gran Bretanya i els Estats Units, però s'han implantat molt ràpid i amb força èxit a Catalunya. Scanner FM n'és la més coneguda, gràcies a la popularitat d'un dels seus fundadors, Bruno Sokolowicz, però d'altres com MusicVictim o Sónar Radio guanyen terreny a poc a poc.
Als barris barcelonins, la suma d'esforços de col·lectius i entitats locals ha permès la creació de ràdios associatives autogestionades, com Ràdio Gràcia, Ràdio Pica, BocaRàdio o Sants 3 Ràdio. A més d'oferir informació de proximitat, aquestes emissores han permès la participació ‘in crescendo' de ciutadans nouvinguts, provinents d'altres cultures. La immigració s'incorpora als mitjans de comunicació ciutadans i en crea de propis per les mateixes raons que el Tercer Sector: baixa identificació amb els mitjans tradicionals i necessitats informatives no satisfetes.
Sants 3 Ràdio, per exemple, ofereix cada dissabte el programa ‘Un pont cap al Panjab' i Ràdio Gràcia emet ‘Safir' els dijous. Una altra forma de col·laboració és la de la coordinadora Fedelatina, que disposa de programes propis a Radio Gladys Palmera (Comunidad Latina), COM Ràdio (Comunitat) i Radio Kanal Barcelona (DiversiCat). També col·labora amb els diaris gratuïts per a llatinoamericans ‘Mundo Hispano', ‘Catalina', ‘Toumaï', ‘Sí se puede', ‘Tribuna Latina' i ‘El Latino' i ha creat un projecte de plataforma multimèdia destinat als joves, Connectats, amb una versió com a revista impresa i una televisió virtual dins la Xarxa de Televisions Locals (XTVL).
La personalització màxima de la informació són els blocs. La blocosfera catalana o Catosfera és molt activa i nombrosa. Es tracta d'un espai comunicatiu del tot diferent, que defuig qualsevol esquema emissor-receptor i que neix i creix de la participació diària, irregular, canviant, lliure i molt heterogènia de milers de ciutadans anònims. Cada bloc és la veu de l'autor. A la Catosfera, la utilització de la llengua catalana és predominant i l'alta politització dels autors i l'accent sobiranista també. En línies generals, les bitàcoles monotemàtiques s'agrupen en xarxes d'interessos, com per exemple l'educació o el medi ambient, mentre que els blocs generalistes solen integrar-se en grups de blocs d'una mateixa àrea geogràfica, com la de les Terres de l'Ebre (Ebresfera).

## Model
Catalunya és fecunda en mitjans locals i comarcals. Amb la restauració de la democràcia es van recuperar moltes capçaleres fins aleshores en mans del Govern de Franco per tal de reconvertir-les en diaris democràtics i lliures, alhora que s'implementaven ràdios i televisions municipals.

### Proximitat
La premsa local i comarcal és un fenomen vigorós a Catalunya, que dona compte de la riquesa del seu territori. La seva puixança, a més, s'ha realitzat en molt poc temps. A la dècada dels anys trenta del segle xx, la majoria de capçaleres locals estaven en mans d'impressors que es posaven al servei més o menys directe del sistema de partits. Després de la Guerra Civil, amb la victòria de les tropes de Franco i ensulsiats els partits, el falangisme va confiscar les impremtes per tal que fossin el suport industrial de la premsa del règim. Va ser un pas enrere: fins als anys de la segona República, un centenar i mig de municipis del país havien tingut algun tipus de premsa local. La dictadura, però, va obrir un parèntesi de quaranta anys durant els quals els diaris comarcals van ser més contenidors de propaganda que de periodisme.
La fi de la dictadura va generar un fenomen bastant generalitzat arreu del territori: la societat civil democràtica, cansada dels diaris corró, anhelava tenir uns mitjans de comunicació que expliquessin la realitat propera, aquella que els mitjans de Barcelona ignoraven i els locals del règim maquillaven.
Diaris com 'El 9 Nou' o 'Regió 7', per exemple, van néixer fruit dels esforços de petits inversors i subscripcions populars d'accions. Els periodistes que vivien en comarques hi van veure també una oportunitat i s'hi van implicar a fons, sovint treballant durant els inicis en condicions precàries o, directament, sense cobrar. A finals dels anys setanta va arribar el primer èxit editorial: la fórmula de la premsa local i comarcal va resultar ser un bé comercial, ja que les notícies que publicava no hi eren enlloc més. Era una premsa que apostava també pel català.
L'èxit econòmic costaria més, però també acabaria arribant. El procés de professionalització va ser lent i, durant molt de temps, es va haver de lluitar contra l'estigma de ser premsa de segona –la diferència de salaris no ajudava a esborrar la frontera–. Però als anys noranta la premsa local i comarcal ja era, a molts indrets, una realitat consolidada, moderna i plenament homologable.
L'enorme pes demogràfic de les tres comarques més poblades –el Barcelonès, el Baix Llobregat i el Vallès Occidental– distorsiona la fotografia general, que sol ometre una dada reveladora: a 38 de les 41 comarques catalanes, el lideratge informatiu correspon als diaris de proximitat. De fet, els grans diaris generalistes concentren la distribució a les comarques de l'àrea metropolitana (Barcelonès, Maresme, el Vallès i el Baix Llobregat). Així, el 72% de lectors d'El Periódico són d'aquestes comarques (les xifres són similars per a 'La Vanguardia', 68,9%, o 'El País', 72,4%). Si la premsa comarcal fos una única capçalera seria, de fet, la més llegida, amb 838.000 lectors (pel que fa a diaris) i 434 seguidors (de setmanaris). A tall d'exemple, el diari generalista més llegit és 'El Periódico', amb 707.000 lectors.
El retrat robot del lector de premsa local i comarcal aporta algunes dades rellevants: representa el 47% de la població més gran de 14 anys, té una renda familiar un 3% superior a la mitjana de Catalunya i hi són presents el 47% de les oficines bancàries (és, per tant, un territori amb activitat econòmica).
Més enllà del dibuix dels lectors, el sector de la premsa comarcal i local d'informació general és també una realitat econòmica: a Catalunya hi ha 130 empreses editores, que publiquen 137 títols diferents (tenint en compte que només es computen aquí les empreses de premsa de pagament). L'ocupació que generen és de 2.500 persones, aproximadament, i van aportar fins a 86,6 milions d'euros a l'economia catalana l'any 2008. Tot i aquesta gran dispersió empresarial, el 95% de les publicacions no gratuïtes estan associades a l'ACPC, que treballa amb el doble eix de fomentar la professionalització dels editors més petits i liderar projectes per als més grans.
La incidència de la premsa gratuïta és més volàtil, ja que el nombre de capçaleres s'ha demostrat més inestable. A més, dins d'aquest subsector, la tipologia és molt diferent i inclou des de publicacions homologables amb la premsa de pagament pel que fa a volum i quantitat de continguts fins a revistes on els anuncis copen el 80% de la paginació, i la resta es tracta d'articles merament testimonials. En tot cas, la seva aportació a la informació de proximitat és indiscutible, avui, encara que el seu model de negoci susciti encara dubtes i discussions entre partidaris i detractors.
Més enllà del paper, la ràdio i la televisió també han estat importants a l'hora de vertebrar la comunicació al país. Un altre cop cal referir-se al restabliment de la democràcia per poder observar el fenomen de l'eclosió de mitjans audiovisuals per les comarques catalanes.
En el cas de la ràdio, la pionera va ser Arenys. L'11 de setembre de 1979 va donar el tret de sortida a la creació d'emissores municipals democràtiques. Avui, el sector ja compta amb més d'un centenar d'emissores locals i comarcals, la major part de les quals estan associades a la Federació de Ràdios Locals de Catalunya, un organisme creat l'any 1996 amb l'objectiu de potenciar la comunicació radiofònica de proximitat.
Les antenes federades corresponen a emissores de titularitat municipal o bé gestionades per associacions culturals. A diferència de la televisió, l'hegemonia pública sobre aquesta modalitat de ràdio és gairebé absoluta. Algunes de les excepcions destacables són Ràdio Valls, Ràdio Ripoll, Ràdio Olot, i també emissores lligades a editors de premsa, com Ràdio Vic o Segre Ràdio, que es troben sota el paraigua de l'Associació Catalana de Ràdio. No existeix un índex d'audiència conjunt per a la ràdio local a Catalunya, ja que és formada per la suma de moltes emissores que les diferents eines de mesura –Baròmetre de la Comunicació i EGM - no detecten en tractar-se d'audiències massa petites. El retrat de la ràdio local es completa amb el paper de Com Ràdio, que efectua tasques de sindicació d'espais i treball en xarxa, de manera que articula moltes de les emissores disperses pel territori, que hi connecten per als informatius o per a franges horàries concretes.
Idèntic camí també per a la televisió. En aquest cas, la pionera va ser Televisió de Cardedeu, que va encetar les emissions el 7 de juny de 1980, tot i que la seva planificació arrenca a la meitat de l'any anterior. En tot cas, van ser uns inicis moguts, que desafiaven el monopoli estatal televisiu, la qual cosa li va valer un tancament a mans de la Guàrdia Civil. No seria fins al setembre del 1981 que les emissions es convertirien en regulars, si bé arrossegant un estigma d'al·legalitat que s'encomanaria a totes les altres televisions locals. De fet, la regularització no va arribar fins a la celebració del concurs de llicències de TDT locals, en què el Govern va aprofitar el trànsit a la tecnologia digital per ordenar el panorama televisiu i consolidar legalment el sistema de televisions locals. Això s'ha traduït en 96 llicències disponibles, entre públiques i privades, tot i que en alguns casos es tracta d'emissores que emeten en cadena (però obligades a emetre programació pròpia local durant quatre hores al dia).
Malauradament, la regularització administrativa no ha comportat una normalització econòmica del sector, que travessa problemes endèmics de solvència econòmica i que encara ha d'assolir un grau de maduresa empresarial similar al de la premsa per poder parlar de plena consolidació.
Coincidint amb l'arribada del nou segle, un nou fenomen ha sacsejat el panorama de mitjans de proximitat. D'una banda, per l'aparició de diaris digitals locals i blocs ciutadans lligats a una localitat concreta. De l'altra, per la modificació del concepte 'de proximitat'. Aquest terme, tradicionalment, s'havia emprat en un sentit geogràfic però, amb la globalització, el seu significat s'ha estès també a les proximitats temàtiques. En aquest capítol es poden consignar les més de 150 revistes associades a l'APPEC (Associació de Premsa Periòdica en Català), moltes de les quals són referents en els seus àmbits d'especialització, mentre que els casos de ràdios o televisions de proximitat temàtica en català encara són esforços migrats i esparsos.
Tradicionalment, s'ha considerat que la fragmentació empresarial de Catalunya, especialment sagnant als mitjans, era un factor que li anava en contra, ja que deixa el país sense grans grups de comunicació que treballin en favor de la cultura pròpia. Però aquesta anàlisi s'ha de revisar per força en aquests temps digitals, en què es dona per fet que la fragmentació de les audiències serà clau per articular el nou paradigma mediàtic. I, en aquest nou context, la segmentació per territoris que ofereixen els mitjans locals i comarcals, i també la premsa especialitzada, s'apunta com a clau per a la seva consolidació, sempre que s'acompanyi d'un procés d'exploració d'altres suports, especialment els que estan lligats a l'era digital (web, televisió per Internet, aplicacions per a mòbils, etcètera).

## Polítiques de comunicació
Les polítiques de comunicació, a Catalunya, segueixen tres grans línies d'actuació: la creació de mitjans de comunicació públics, el foment del sector privat i l'activitat reguladora. El seu èxit ha estat notable, encara que no hagin pogut estendre's més enllà del Principat.
Tot i que la relació entre els poders públics i els mitjans de comunicació comença des del mateix naixement de tots dos estaments, la concepció moderna de les polítiques de comunicació, o si més no la seva teorització, té una fita clara en el temps: l'informe MacBride, un document aprovat per la UNESCO l'any 1980 sota el lema ‘Veus múltiples, un sol món' i que suggeria un model de comunicació que assumís el paper dels ‘mass media' com a element vertebrador de la societat i garant dels valors democràtics. Les 82 recomanacions que incloïa l'informe van tenir un suport desigual, però en tot cas van situar al centre del debat la comunicació com a element cabdal del desenvolupament.
A Catalunya, l'aparició de l'informe coincideix amb els anys de represa democràtica i recuperació de les institucions pròpies, de manera que troba un terreny fèrtil per ser escoltat. El professor Josep Gifreu és el primer que elabora una noció –l'espai català de comunicació– que emana d'aquesta concepció moderna dels mitjans i que implica considerar l'establiment d'un mercat mediàtic part de la construcció nacional del país i, per tant, necessitat d'unes polítiques públiques.
La intervenció de la Generalitat en el sistema comunicatiu té com a mostres més reeixides la creació de Catalunya Ràdio i TV3, l'any 1983. La ràdio i la televisió públiques catalanes han estat durant molts anys responsables de la major part de la quota de català als mitjans audiovisuals i han mantingut el lideratge d'audiència durant bona part de la seva existència.
La resta de l'Administració catalana també participa en l'impuls de mitjans públics. Així, molts ajuntaments es doten d'emissores de ràdio i televisió municipals, i també de mitjans escrits o digitals. Les diputacions, per la seva banda, promouen iniciatives diverses. La de Barcelona, per exemple, és responsable de l'emissora municipalista COM Ràdio i del diari digital Lamalla.cat. L'Agència Catalana de Notícies (ACN) també és un projecte nascut a l'escalf de diputacions, tot i que en aquest cas, després de diversos canvis de propietat, ha passat a engreixar la llista de mitjans de la Generalitat.
A banda de l'establiment de mitjans públics, els diferents nivells d'Administració també actuen en la promoció del sector privat. Aquest suport s'estructura actualment en una doble línia. D'una banda, es creen les anomenades subvencions automàtiques –que posteriorment es bategen amb el nom d'estructurals–, amb una major dotació econòmica i l'ampliació a mitjans com la premsa gratuïta o la digital. Són uns ajuts que es donen als mitjans en català en funció de la difusió, a partir d'una fórmula matemàtica. De l'altra, es fixa una línia d'ajuts a projectes, que s'articula amb la convocatòria d'un concurs públic anual de concurrència lliure.
Tot i que en teoria aquesta segona modalitat té per objectiu afavorir la creació de nous mitjans de comunicació o bé estimular projectes que consolidin mitjans ja existents –però en tot cas sempre amb vistes a ser ajuts conjunturals– el fet que cada any es presentin més de 500 sol·licituds dona compte de com el sector s'acull a aquesta línia de subvencions buscant-hi un coixí que acaba resultant estructural.
Més enllà de la creació de mitjans públics i del suport econòmic adreçat als operadors privats, les polítiques nacionals de comunicació tenen una tercera pota no menys important: la reguladora. La distribució de competències fa, per exemple, que la Generalitat tingui potestat de decidir no quantes FM hi ha al territori –ja que això correspon al Ministeri– però en canvi sí que pugui establir el mecanisme d'atorgar les llicències pertinents. La Llei de la Comunicació Audiovisual de Catalunya, aprovada el 2005, fixava les normes de joc pel que fa a la gestió de l'espai radioelèctric per part de l'Administració catalana. Però també era el text que fixava el caràcter de servei públic per a les emissores de la Corporació (i també les ràdios i televisions locals) o que regulava les qüestions relatives als continguts (tot donant més competències al Consell Audiovisual de Catalunya, en qualitat d'autoritat independent, perquè realitzés el seguiment objectiu del que es preveu en la llei).
Creat l'any 2000, el CAC és el reflex d'aquesta voluntat desgovernamentalitzadora de les polítiques nacionals de comunicació dels darrers anys. Es tracta d'un organisme regit per membres proposats pel Parlament de Catalunya amb mandats de sis anys, per tal de no vincular-se en excés a les legislatures. Mecanismes com aquest s'han adreçat a blindar les polítiques nacionals de comunicació dels interessos que pugui tenir un govern concret. Així, la Llei de la Corporació Catalana de Mitjans Audiovisuals (2007) també desgovernamentalitza de fet TVC i Catalunya Ràdio, per bé que la composició dels òrgans de govern de la Corporació roman altament partiditzada.
L'última baula, cronològicament parlant, d'aquesta cadena legislativa és la projectada Llei del Cinema, que pretén posar fi a la situació de marginació crònica que ha patit el català al cinema i que hauria d'aprovar-se la primavera del 2010. Tot i que el 42% dels catalans declara que la seva llengua d'identitat –aquella en la qual ‘pensen'– és el català, el consum de cinema a les sales ronda tan sols el 3%. Aquest desequilibri enorme es deu a una política de resistència de les ‘majors' (les grans empreses productores americanes) que s'han negat sistemàticament a distribuir còpies doblades o subtitulades al català, per evitar crear un precedent amb altres llengües minoritàries o minoritzades. Per pal·liar aquest fenomen, la Llei obliga les companyies a distribuir la meitat de les còpies doblades o subtitulades al català (en el cas de films que arriben amb un mínim determinat de còpies).
Catalunya disposa, doncs, d'un desplegament de polítiques nacionals de comunicació ample i variat, que incideix en diversos fronts. Però una de les seves febleses ha estat la incapacitat d'estendre-les més enllà del Principat cap a la resta de territoris de l'espai català de comunicació. Dues peces fonamentals serien l'Administració balear i la valenciana, però el seu nivell de polítiques comunicatives és minso, comparat amb el de Catalunya. I en el cas específic de l'actual Govern valencià, ni tan sols es dona el reconeixement de la unitat de la llengua, pas previ ineludible per poder elaborar una política conjunta de comunicació.